# Los Cedrales
Los Cedrales es un distrito paraguayo situado en el este del departamento de Alto Paraná. Se encuentra aproximadamente a 330 km de Asunción y a unos 23 km de Ciudad del Este. Fue elevado a categoría de municipio de tercera categoría el 20 de diciembre de 1989.

## Geografía
Los Cedrales se encuentra no muy distante de la ciudad capital del Alto Paraná, Ciudad del Este. Gran parte de sus tierras están regadas por el caudaloso río Paraná y sus afluentes, como el río Monday, que cuenta con varios cursos de agua importantes que riegan la zona, así como el arroyo Santa Lucía. Limita al norte con Minga Guazú, Presidente Franco y Ciudad del Este, separados por el Río Monday; al sur con Domingo Martínez de Irala y Santa Rosa del Monday; al este con la República Argentina, separado por el Río Paraná; y al oeste con Minga Guazú y Santa Rosa del Monday.

## Clima
Desde el punto de vista climático se destaca que la temperatura media anual oscila entre 21 °C y 22 °C. Durante el verano se registran temperaturas de hasta 39 °C, mientras que en el invierno se observan mínimas de hasta 0 °C. En cuanto a las precipitaciones, presentan lluvias abundantes, con un promedio que oscila entre 1.650 y 1.700 mm, el índice de humedad y las abundantes precipitaciones favorecen a la agricultura.

## Demografía
Como en muchos otros lugares del departamento, en Los Cedrales también existe una significativa población de descendientes de inmigrantes, en su mayoría de origen brasileño. Desde este punto se visita el Cañón del Paraná. El distrito se sitúa en la margen derecha del río Paraná, que se constituye como el principal punto turístico de esta localidad.

## Economía
Es uno de los principales polos de desarrollo del país. Con respecto a la agricultura es uno de los principales productores de la soja y el trigo, por lo que a esta parte del país, se lo considera como el granero nacional. Cultiva además mandioca, girasol, maíz, algodón, entre otros.

## Transporte
La principal vía de comunicación terrestre es el ramal que parte de la Ruta PY02, que llega a la ciudad de los Cedrales, y que la conecta con Ciudad del Este y Asunción. La ciudad, por su situación fronteriza, recibe gran influencia de sus vecinos, en especial del Brasil. 
Posee varios puertos sobre el río Paraná, como el Puerto Ordóñez, el Puerto Bertoni. Para los traslados internos se cuentan con ómnibus de pequeña capacidad. La empresa Cedrales Tours presta el servicio de transporte colectivo desde el distrito hasta Ciudad del Este, en intervalos de cada una hora, facilitando esto poder llegar  hasta los centros de consumos del departamento.